# Live Undead
Live Undead — перший концертний альбом треш-метал гурту Slayer, що вийшов 1984 року.

## Список композицій
Оригінальний реліз
| #  | Назва                    | Автор слів     | Автор музики         | Тривалість |
| -- | ------------------------ | -------------- | -------------------- | ---------- |
| 1. | «Black Magic»            | Керрі Кінг     | Джефф Ганнеман, Кінг | 3:57       |
| 2. | «Die by the Sword»       | Ганнеман       | Ганнеман             | 4:03       |
| 3. | «Captor of Sin»          | Ганнеман, Кінг | Ганнеман, Кінг       | 3:32       |
| 4. | «The Antichrist»         | Ганнеман       | Ганнеман, Кінг       | 3:13       |
| 5. | «Evil Has No Boundaries» | Ганнеман, Кінг | Кінг                 | 2:58       |
| 6. | «Show No Mercy»          | Кінг           | Кінг                 | 3:02       |
| 7. | «Aggressive Perfector»   | Ганнеман, Кінг | Ганнеман, Кінг       | 2:29       |

Бонус-треки
Альбом також був перевиданий лише з «Chemical Warfare» як бонус.
| #  | Назва              | Автор          | Тривалість |
| -- | ------------------ | -------------- | ---------- |
| 8. | «Chemical Warfare» | Ганнеман, Кінг | 6:02       |

Бонус-треки (перевидання)
Цей альбом також був перевиданий з EP Haunting the Chapel.
| #   | Назва                  | Автор          | Тривалість |
| --- | ---------------------- | -------------- | ---------- |
| 8.  | «Chemical Warfare»     | Ганнеман, Кінг | 6:02       |
| 9.  | «Captor of Sin»        | Ганнеман, Кінг | 3:29       |
| 10. | «Haunting the Chapel»  | Ганнеман, Кінг | 3:56       |
| 11. | «Aggressive Perfector» | Ганнеман, Кінг | 3:28       |

## Учасники запису
| - Том Арайа — бас, вокал - Джефф Ганнеман — гітара - Керрі Кінг — гітара - Дейв Ломбардо — ударні | - Білл Метоєр — продюсер звукорежисер - Едді Шреєр — ремастеринг - Браян Еймс — компоновка - Альберт Куеллер — обкладинка |